# Enyo gorgon
Enyo gorgon är en fjärilsart som beskrevs av Butler 1877. Enyo gorgon ingår i släktet Enyo och familjen svärmare. Inga underarter finns listade i Catalogue of Life.

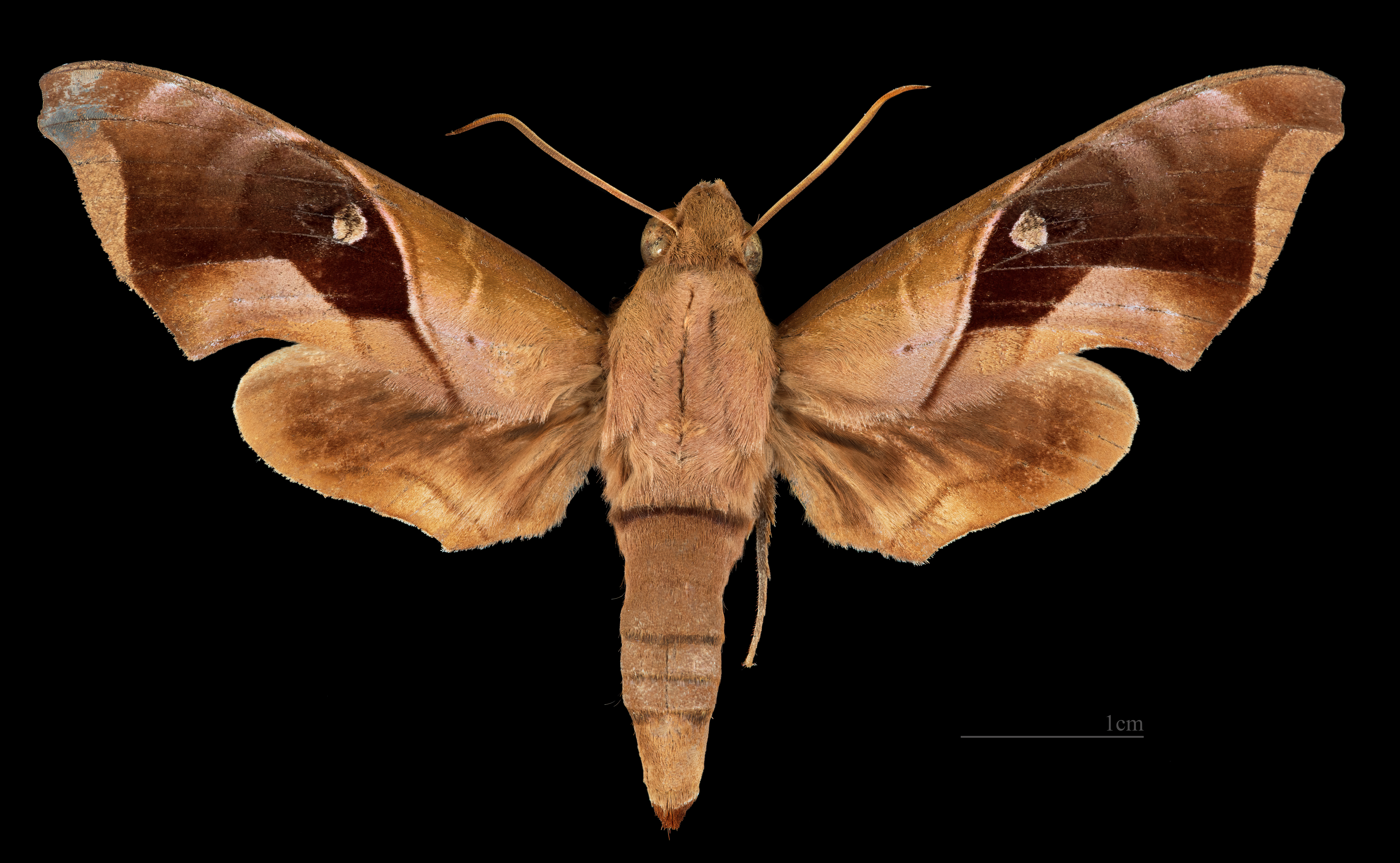
♀
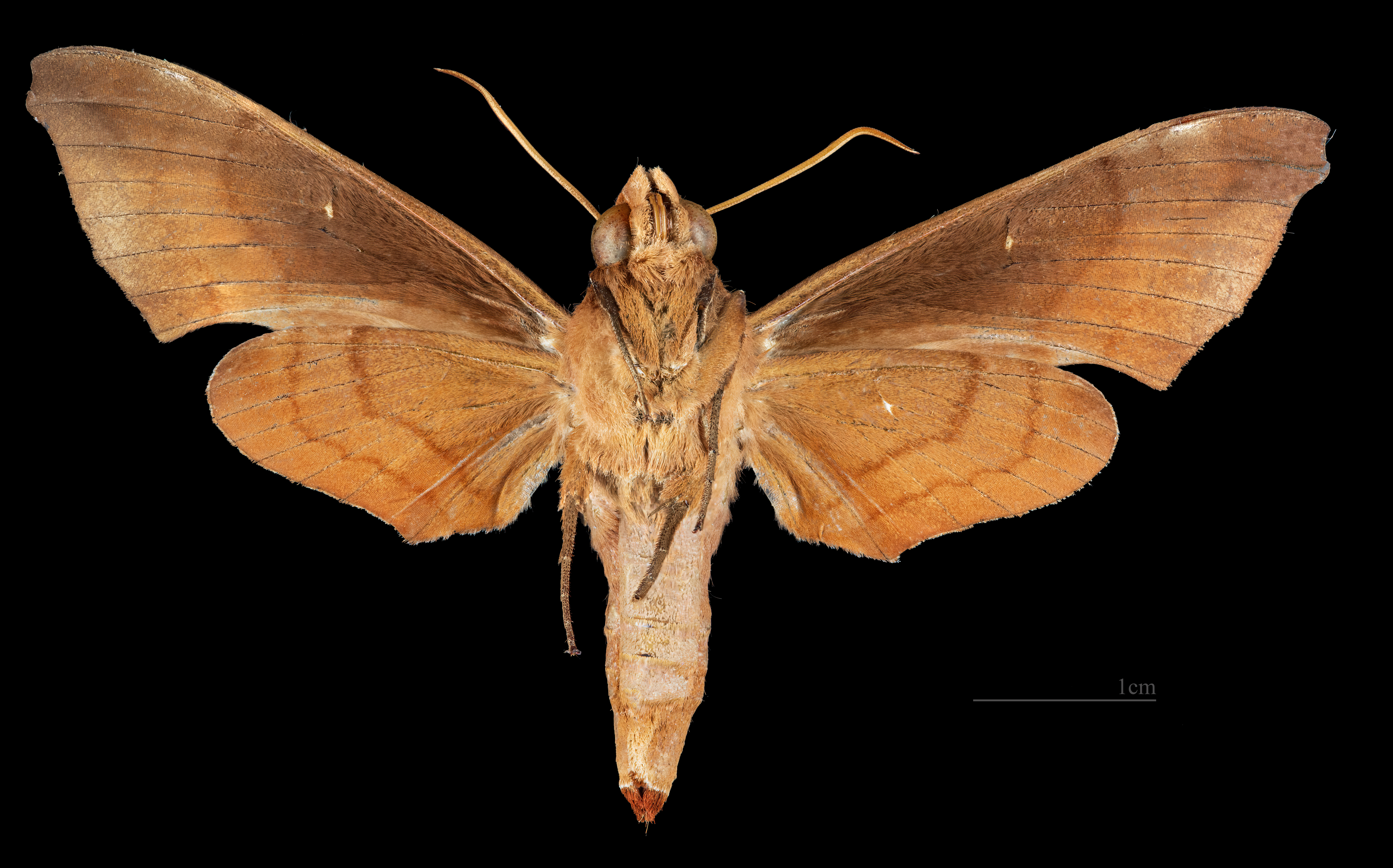
♀ △

## Bildgalleri
